# Vajrayogini

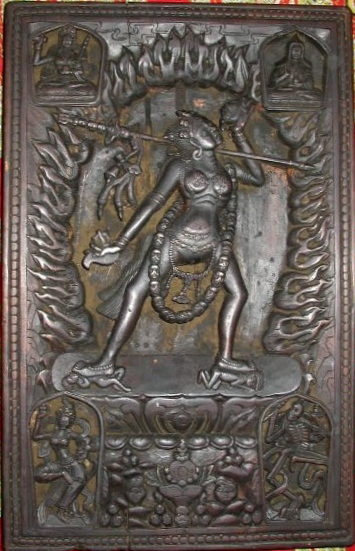
Vajrayogini Dakini (Tibetische Schnitzerei)

Vajrayogini (Sanskrit वज्रयोगिनी Vajrayoginī; auch Dorjé Neljorma, tibetisch རྡོ་རྗེ་རྣལ་འབྱོར་པ། Wylie rdo rje rnal 'byor ma) ist ein tantrisches Geistwesen (eine Dakini) und eine der Hauptinitiationsgöttinnen des Vajrayana, eine in Indien aus der Verbindung mit dem hinduistischen Tantra entstandene Strömung des Mahayana-Buddhismus.
Das Vajrayoginī-Tantra gehört nach dem System der Gelug und einiger Kagyü-Meister zu den Mutter-Tantras (tib. ma-rgyud).
Vajrayoginī ist auch eine persönliche Schutz- und Meditationsgottheit, auch yidam (Sanskrit: ishtadevatâ) genannt.

## Tradition

### Indien
Es werden von Vajrayoginī und Vajravārāhī im Sādhanamālā (Ausgabe von Bhattacharyya, 1925–1928) etwa zwölf vollständige sadhanas (Anweisungen zur bildlichen Meditation) angeführt, im Guhyasamayasādhanamālā mehr als fünfzig dieser ikonographischen Beschreibungen, bei denen man circa zwanzig verschiedene Formen der Gottheit unterscheiden kann.
Chinnamasta, eine weibliche Gottheit der Shaiva-Tradition in der Gruppe der zehn Mahavidyamahāviyās, ist dieser buddhistischen Vorlage (Trikāyavajrayoginī) entwachsen; der erste Nachweis ihrer Verehrung datiert in das fünfzehnte Jahrhundert.

### Tibet

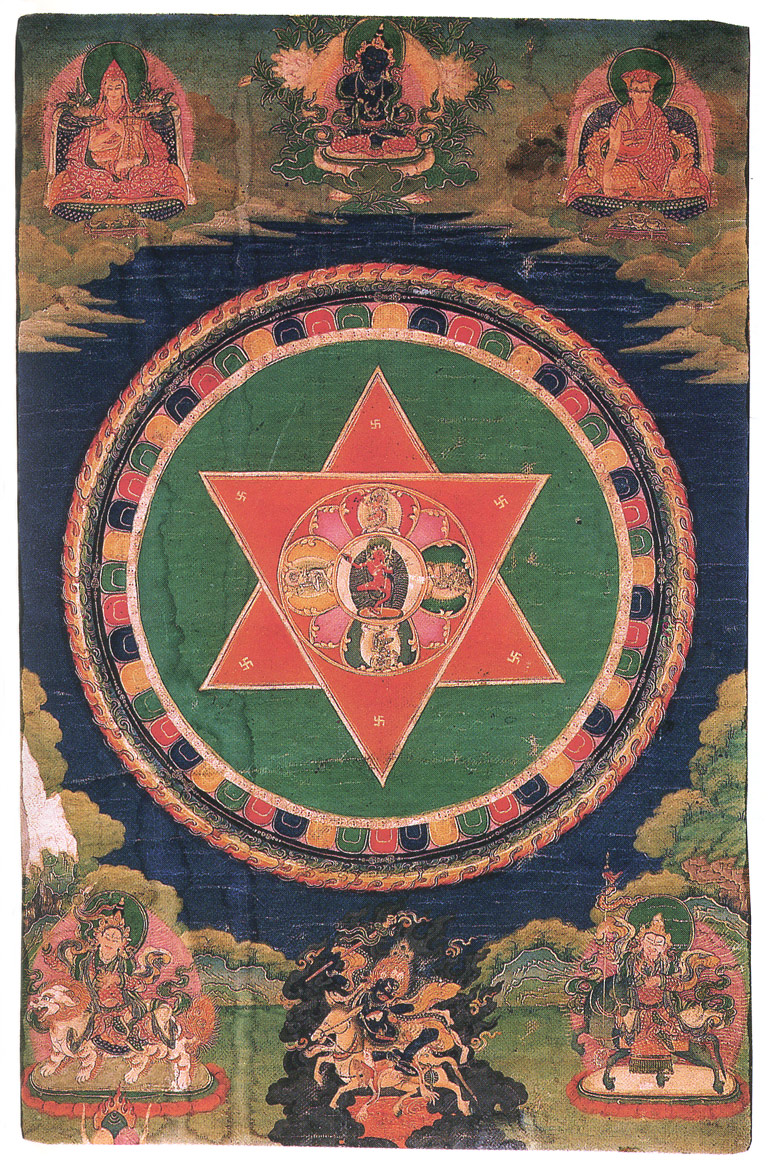
„Vajravarahī Mandala“ (Tibet, 19. Jh.)

Das Tantra zu Vajrayoginī wurde im Rahmen der Traditionen der Neuen Übersetzungen erstmals von Drogmi Lotsawa, dem großen Übersetzer und Vorvater der Sakya-Schule ins Tibetische übersetzt und im elften Jahrhundert in Tibet eingeführt. Daher bildet die Praxis auf Vajrayogini einen Schwerpunkt in der Sakya-Schule.
In den tibetischen Sammlungen Kanjur und Tanjur (Bka’ ’gyur, Bstan ’gyur) finden sich etwa 45 sâdhanas mit Vajrayoginī bzw. Vajravārāhī im Titel.
Vajravārāhī, eine besondere Form der Vajrayoginī hat dagegen großes Gewicht in der Kagyü-Schule. Bekannt ist die Vision seines Schülers Naropa, dem Vajrayoginî als eine häßliche, alte Frau erschien, die ihn aufforderte, Kloster und Scholastik zugunsten der yogischen Praxis aufzugeben.
Die Form Vajrayoginīs, die mit Nāropa assoziiert wird, wird Narodakini (Nāros Tradition der dākinī) oder Nārokhecarī (Nāros Himmelsgeherin) genannt.
Eine weitere Erscheinungsform der Vajrayoginī ist Troma Nakmo.
In der Nyingma-Schule geht die Tradition direkt auf Padmasambhava, 8. Jahrhundert n. Chr., zurück.

## Darstellung

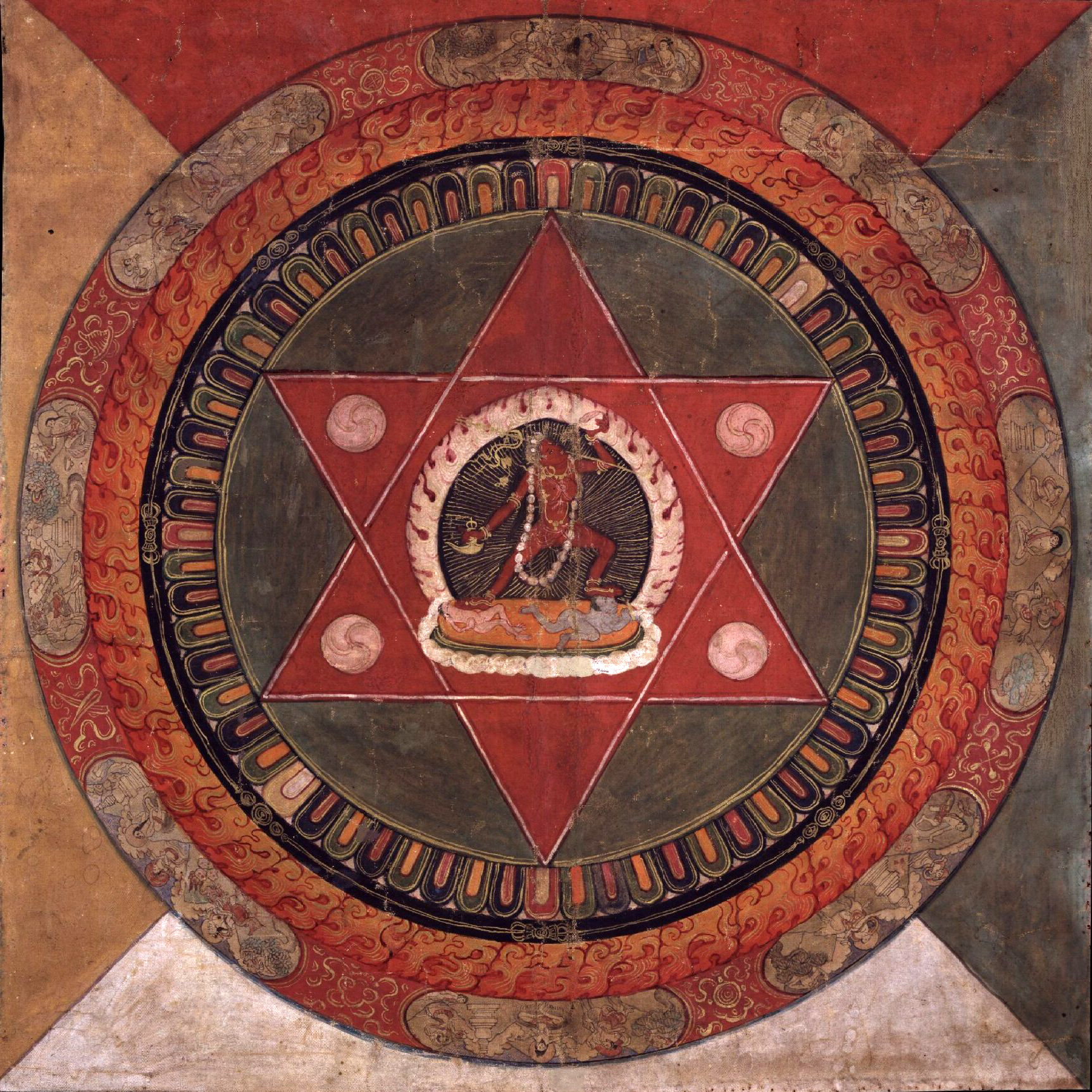
Vajrayogini Mandala der Naropa-Tradition, 19. Jahrhundert, Rubin Museum of Art

Übereinstimmende Kennzeichen aller Formen Vajrayoginīs: sie ist nackt, in der Blüte ihrer Jugend, zweibeinig, hat einen Kopf, der nicht von einem Buddha in der Krone geschmückt ist, drei Augen. Die meisten ihrer Formen sind rot (safranrot, zinnoberrot, leuchtend rot) und zweiarmig, in der Linken trägt sie eine Schädelschale (Sanskrit: kapāla). In der Rechten kann sie einen vajra oder ein Hackmesser (Sanskrit: kartri, kartrikā) halten. In der Beuge des linken Armes einen Stab, der an seinem oberen Ende mit einem oder drei Schädeln sowie einem Doppelvajra geschmückt ist (Sanskrit: khatvānga). Ihr Leib ist unter anderem mit einer Kette aus Totenschädeln geschmückt.

Die Farbkomposition ist – mit Ausnahme von Troma Nakmo – vornehmlich rot und weiß.
Sie mag in der Tanzhaltung (Sanskrit: ardhaparyanka-āsana) dargestellt werden, bei der ein Bein an den Leib angezogen ist, oder auch in der ālīdha-Haltung, die jener beim Spannen eines Bogens ähnelt.
Vajrayoginī tritt auch als prajnā (shakti, Gefährtin) von Heruka auf, beide befinden sich dann in yab-Yum. Ihre Formen und die von Vajravārāhī vermischen sich bisweilen ikonographisch.

## Symbolik
Der Stab symbolisiert die Mittel, die zur Befreiung führen; das Hackmesser das Durchschneiden neurotischer Tendenzen; die Schädelschale transzendente Weisheit (Sanskrit: prajñā); das nach oben gekämmte Haar den leidenschaftlichen Zorn; die Krone aus fünf Schädeln auf ihrem Haupt die fünf Buddha-Familien und ihre Weisheiten; die drei Augen das Wissen um Vergangenheit, Gegenwart und Zukunft; die Kette mit den frischen Totenschädeln die 51 samskāras, die im Nichtdenken geläutert werden; ihr anderer Schmuck wie Armringe usw. die sechs Vollkommenheiten (Sanskrit: pāramitā, Geben, Moral, Geduld, Bemühen, Konzentration, Weisheit); ihre beiden Arme die Einheit von Weisheit und Mitteln (Sanskrit: prajñâ, upâya); der Leichnam, auf dem sie steht, den Tod der Egozentriertheit.

## Gegenwart
Nirmanakaya-Dakinis werden nicht nur als Verkörperungen historischer Persönlichkeiten erkannt, auch in der heutigen Zeit leben Meisterinnen, die als Dakini-Verkörperung gelten, darunter
- Khandro Rinpoche, eine Meisterin der Kagyü- und der Nyingma-Schule, Tochter des Mindrolling Tichen. Sie wurde vom 16. Karmapa als die Reinkarnation der Großen Dakini von Tsurphu, Khandro Ugyen Tsomo, anerkannt.[2]
- Jetsun Kushog Chimey Luding Dölkar[3], eine Meisterin der Sakya-Schule, die als Verkörperung Prajnaparamitas, Taras und Vajrayoginīs angesehen wird.